# Дом Парашутина
Бывший дом Парашутина (яп. 旧パラスティン邸) — деревянное двухэтажное здание в западном стиле с  горизонтальной дощатой обшивкой, построенное в 1915 году . Дом расположен в историческом районе Китано Идзинкан (район Тюо-ку город Кобе, префектура Хёго), который существует с эпохи иностранных поселений раннего периода Мэйдзи (1868-1912).

## Общие сведения
Бывшая резиденция российского торговца Федора Парашутина. B настоящее время работает как кафе, в котором подается популярная в Японии здоровая пища: например  блюда, приготовленные из овощей, не содержащих пестицидов,травяной чай из домашних трав и т.д.  Дом Парашутина также используется для проведения свадеб и других праздничных мероприятий

## Федор Парашутин
Парашутин － бывший офицер Белой армии. Он родился в деревне Сотоны, Липовской волости, Сарапульского уезда. Служил в частях Белой армии Восточного фронта . После Гражданской войны оказался в Харбине, откуда в 1927 году уехал в Японию, поселился в Хиросиме  и управлял там собственным магазином одежды под названием «Росия Сётэн» (Русский Магазин). Во время атомной бомбардировки он оказался погребён под　обломками своего дома, но смог выбраться и провёл около семи часов в близлежащей реке (реке Кёбаси или реке Энко), спасаясь от пожара .Осенью того же года Парашутин переехал в Кобе и начал торговый бизнес.
У Парашутина осталась дочь в Советском Союзе, но поскольку у Фёдора не было гражданства, он долгое время не мог с ней увидеться. Они встретились лицом к лицу в 1982 году . Жена Парашутина Александра умерла в Кобе в 1980 году, а Фёдор умер в Кобе в 1984 году .